# Marc De Block
Marc De Block (Schelderode, 25 juli 1945) is een Belgisch voormalig veldrijder. 

## Carrière
Zijn professionele loopbaan liep van 1968 tot 1978. De Block werd tweemaal Belgisch kampioen (1976 en 1977) in het veldrijden. In 1975 behaalde hij er brons. Ook nam hij viermaal deel aan het WK veldrijden. Hij werd er tweemaal vijfde (1976 en 1978) en tweemaal zesde (1975 en 1977). Daarnaast werd hij in 1970 achtste in de Omloop der Beide Vlaanderen.
In totaal won hij 23 wedstrijden in het veldrijden en 4 op de weg.

## Erelijst
| Jaar | Kuurne-Brussel-Kuurne |
| ---- | --------------------- |
| 1970 | 8e                    |

Wielerploegen van Marc De Block
Blockx ·
Callens (vanaf 13/08) ·
Capiau (vanaf 19/08) ·
Coppens ·
Cornet (vanaf 04/09) ·
Coulon (vanaf 04/12) ·
G. David ·
W. David ·
De Block (vanaf 29/05) ·
De Loof ·
De Marteleire ·
Demunster ·
Decan ·
Dedeckere ·
Delaere ·
Donie ·
Foré ·
Furnière ·
Geirland ·
Godefroot ·
Gosselin (vanaf 05/06) ·
Hellebuyck (vanaf 13/08) ·
Hemeryck (vanaf 25/07) ·
Holst (vanaf 09/08) ·
Houbrechts ·
Hutsebaut (vanaf 26/08) ·
Kegels ·
Leman ·
Maes ·
Mahieu (vanaf 27/03) ·
Messelis (vanaf 24/09) ·
Monteyne ·
Nassen ·
Rasson ·
Seeuws ·
Smissaert ·
Sohier ·
Van Audenaerde ·
Van Damme ·
Van de Vijver ·
Van Den Berghe ·
Van Espen ·
Vanclooster ·
Vandromme ·
Vanhoutte ·
Vrancken
Blockx ·
Bodart ·
Campadelli ·
Capiau ·
Clauwaert ·
Coppens ·
Corneillie ·
Coulon ·
Crapez (vanaf 24/09) ·
G. David ·
W. David ·
De Block ·
De Boever ·
De Loof ·
De Pauw ·
E. De Vlaeminck ·
R. De Vlaeminck (vanaf 02/03) ·
De Winter (tot 01/06) ·
Dedeckere ·
Donie ·
Furnière ·
Germain (vanaf 17/02) ·
Gilmore ·
Godefroot ·
Gorez ·
Gosselin ·
Hemeryck ·
Holst ·
Houbrechts ·
Hutsebaut ·
Jarolewski ·
Leman ·
Lievens (vanaf 29/09) ·
Mahieu ·
Messelis ·
Monseré ·
Monteyne ·
Nassen ·
Ongenae (vanaf 28/07) ·
Thoma ·
Van Damme ·
Van de Vijver ·
Van Den Bempt (vanaf 01/04) ·
Van Den Berghe (vanaf 31/03) ·
Van Espen ·
Van Parijs (vanaf 30/09) ·
Vanclooster ·
Vande Moortel ·
Vandromme ·
Vanhoutte ·
Zwaenepoel (vanaf 18/08)